# Schwickershausen (Grabfeld)
Schwickershausen ist ein Dorf im südlichen Landkreis Schmalkalden-Meiningen in Thüringen. Seit dem 1. Dezember 2007 ist die ehemals politisch selbständige Gemeinde ein Ortsteil der Gemeinde Grabfeld.

## Geografie
Schwickershausen liegt am nordwestlichen Rand des  Grabfeldes, an der Grenze zur Rhön.

## Geschichte
Erstmals wurde der Ort im Jahr 1187 als Schwiggershusin erwähnt. Auf eine Befestigungsanlage im Ort wird gleichzeitig mit der Erwähnung eines Ministerialen des Grafen von Henneberg hingewiesen, denen die Landesherrschaft oblag.
Bei der „Hennebergischen Hauptteilung“ 1274 kamen 3/5 des Ortes an die Linie Henneberg-Hartenberg und damit zum Amt Römhild, 2/5 aber zu Henneberg-Schleusingen und so später zum Amt Maßfeld. Im Schleusinger Anteil lag auch das Rittergut, das vom 14. Jh. bis 1747 im Besitz der Herren von Kere und ihrer Nachkommen in weiblicher Erbfolge (von Bronsart) war, seit 1797 den Herren von Stein zu Nordheim gehörig. Es wurde über die Reichsritterschaft bis 1803 weitgehend der Landesherrschaft entzogen. Das zum Rittergut gehörige Schloss wurde im Bauernkrieg 1525 zerstört, ab 1540 in den Formen der Renaissance neu erbaut. Es war durch einen ausgemauerten Graben geschützt.
Der Hartenberger Anteil wurde 1371 an die Linie Henneberg-(Aschach-)Römhild verkauft und machte die Entwicklung von Römhild und Behrungen mit. Nach der Auflösung des Herzogtums Sachsen-Römhild im Jahr 1710 war er teils meiningisch und teils coburgisch-saalfeldisch, wobei der meiningische Anteil durch den Schalkauer Tausch 1723 bis 1826 an Sachsen-Hildburghausen (Amt Behrungen), der coburg-saalfeldische 1805 an Sachsen-Gotha fiel.
Erst 1826 konnte alles im Herzogtum Sachsen-Meiningen vereinigt werden. Bis dahin hatte Schwickershausen zwei Schultheißen. Schließlich behauptete auch noch das Hochstift Würzburg über den lange zwei- (bis 1803 eigentlich drei-) herrigen Ort die hohe Gerichtsbarkeit.

## Politik

### Ortsteilrat
Der Ortsteilrat Schwickershausen setzt sich aus fünf Ratsfrauen und Ratsherren zusammen.
- DN 66 5 Sitze
- In den Ortsteilrat von Schwickershausen wurden bei der letzten kommunalwahl 4 Männer und eine Frau gewählt.

(Stand: Kommunalwahl am 26. Mai 2019)

### Ortsteilbürgermeister
Ortsteilbürgermeister ist Michael Winterstein von der CDU, der auch Mitglied im Gemeinderat der Gemeinde Grabfeld ist.

## Kultur und Sehenswürdigkeiten
- Von der Wasserburg ist ein Renaissancebau aus dem Jahre 1540 erhalten. Zurück geht die Anlage auf die 1380 von Konrad von der Kere erbaute Wasserburg. Nach Errichtung des Haupthauses folgten 1541 ein Torhaus, 1579 ein Keller- und Scheunengebäude sowie 1595 ein großer gewölbter Kuhstall. Zu Beginn des 18. Jh. fand mit der Vergrößerung der Fenster und dem Einbau des prunkvollen Balustertreppenhauses eine abermalige Überformung statt. Die Erweiterung des Walmdachs von 12 auf 20 Meter führte solch ausgeprägte statische Probleme mit sich, dass eine Nutzung nur noch als Lager möglich erschien. 1992 erwarb es Wolfgang von Eichborn und führte stückweise die Sanierung und Rückführung zum ursprünglichen Wohnzwecke durch. 1995 schloss sich die Sanierung des Wassergrabens an. Im Erdgeschoss befindet sich eine Halle mit Kreuzgewölbe, über dem Portal die Wappen der Herren von der Kere. Das Torhaus von 1541 steht landseitig.[5]
- Dorfkirche Schwickershausen
- Eine weitere bekannte Sehenswürdigkeit des Dorfes Schwickershausen ist die alte Dorfschmiede, die sich gegenüber dem Dorfplatz befindet.

Ansichten von Schwickershausen:

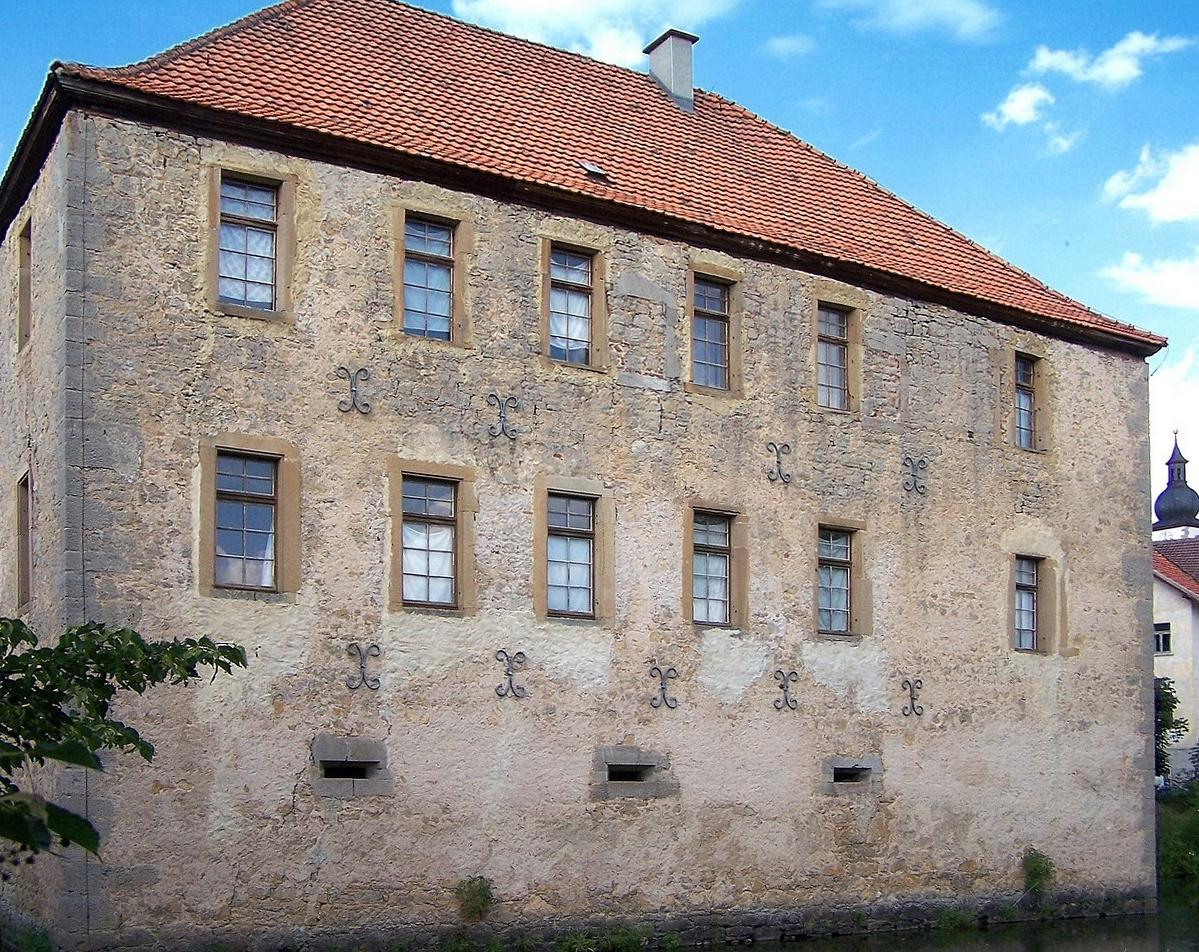
Wasserburg
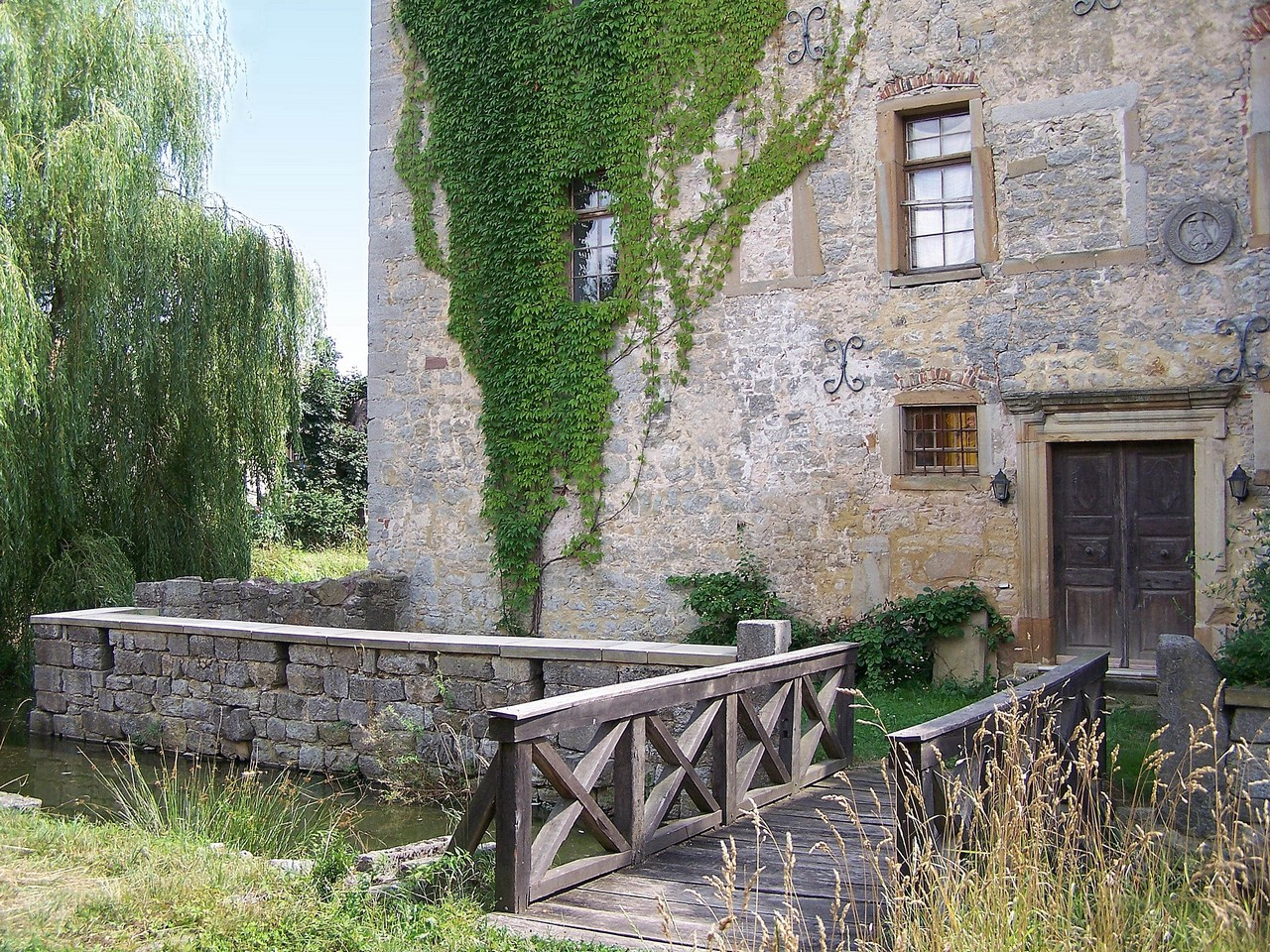
Eingang Wasserburg
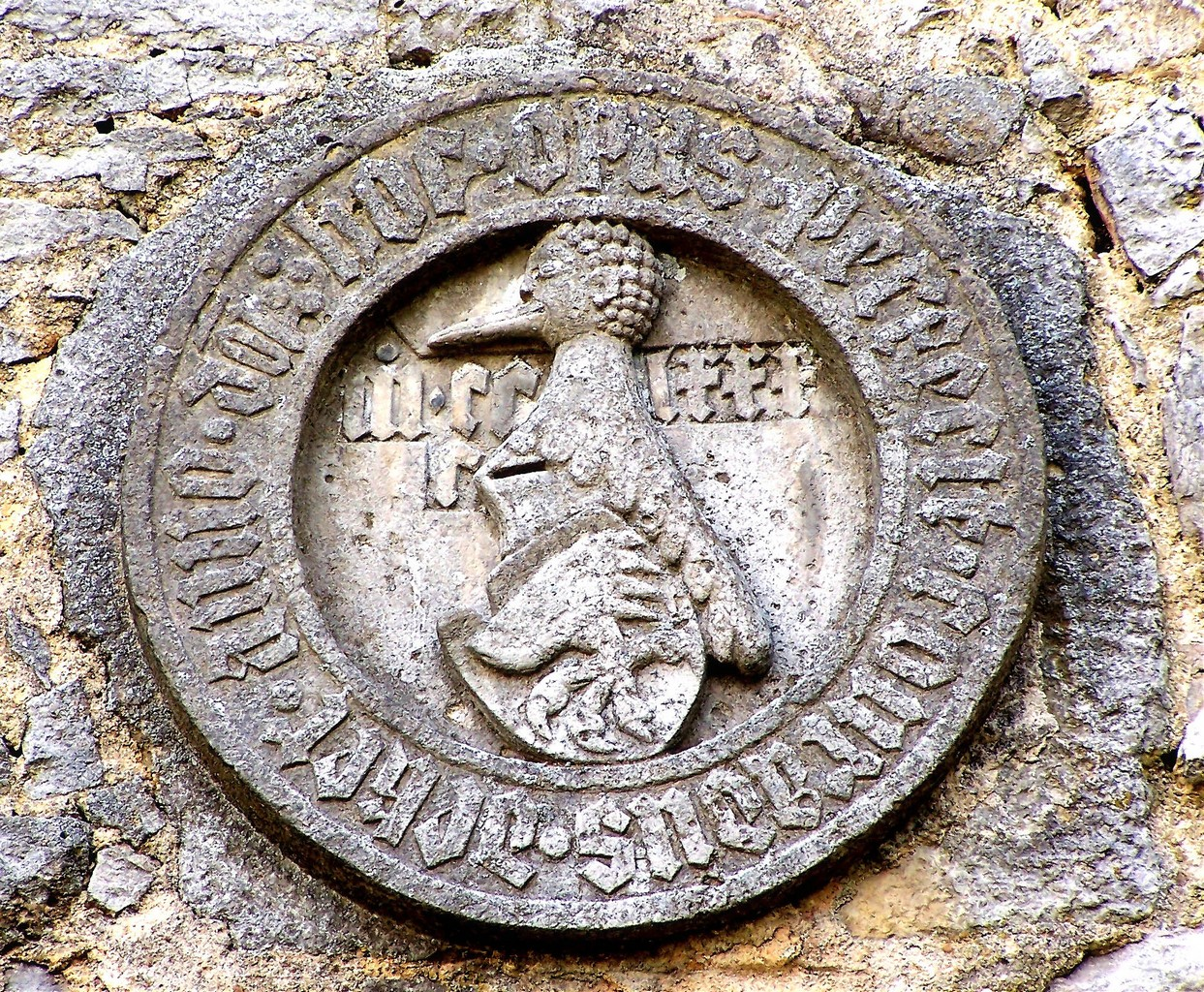
Kere-Wappen an der Wasserburg
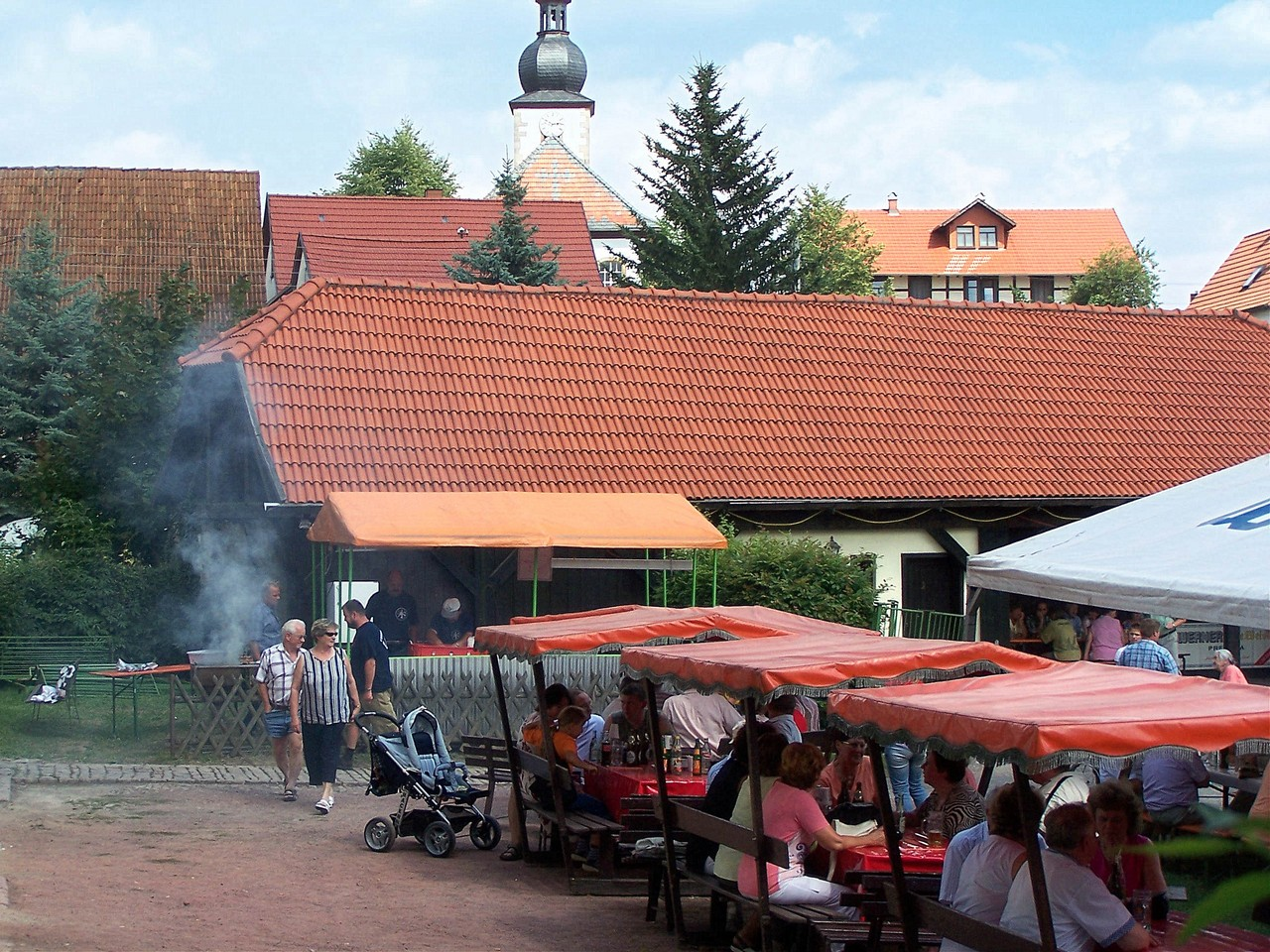
Schlossfest 2006
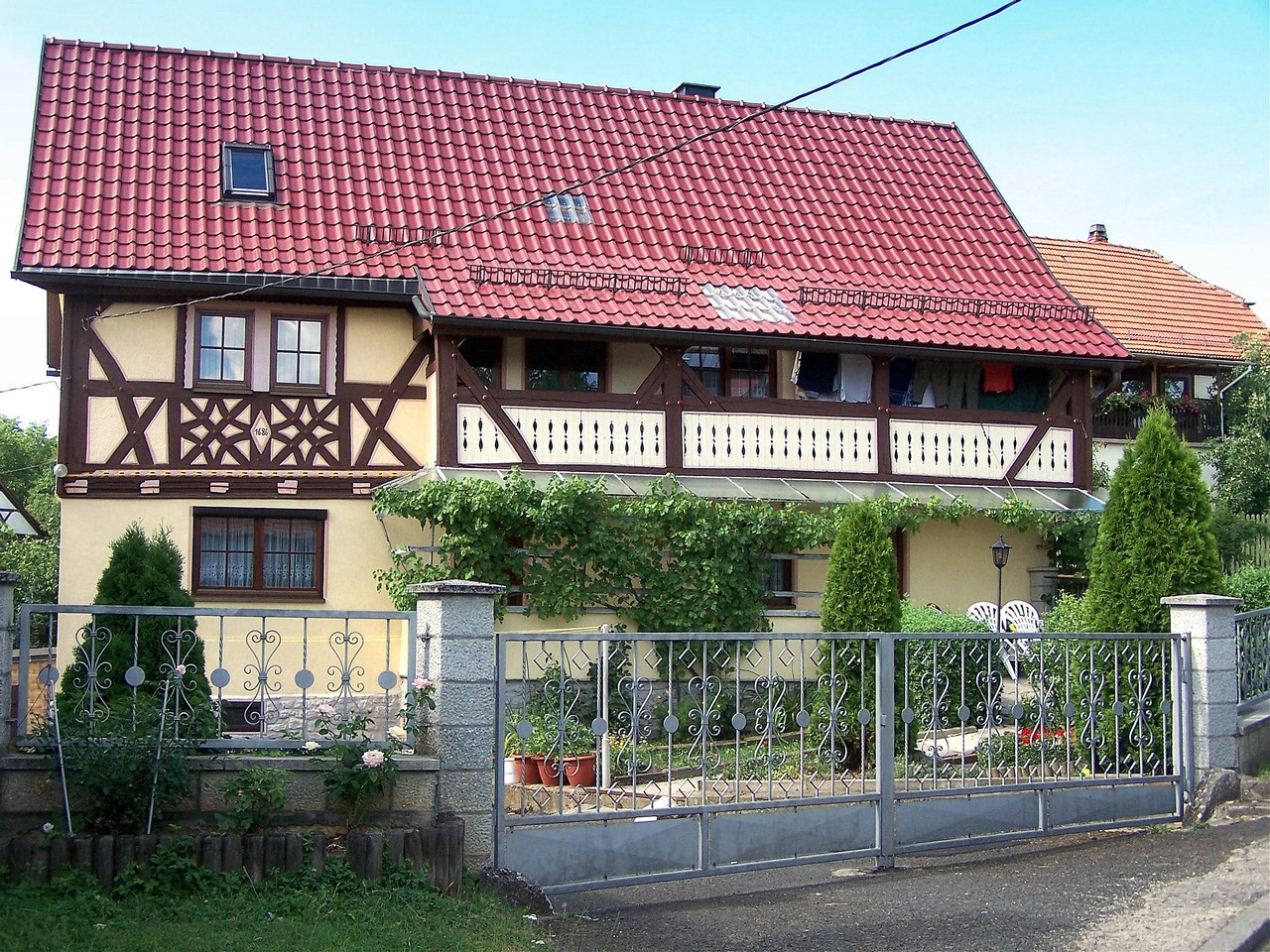
Fachwerkhaus